# Paupitzsch

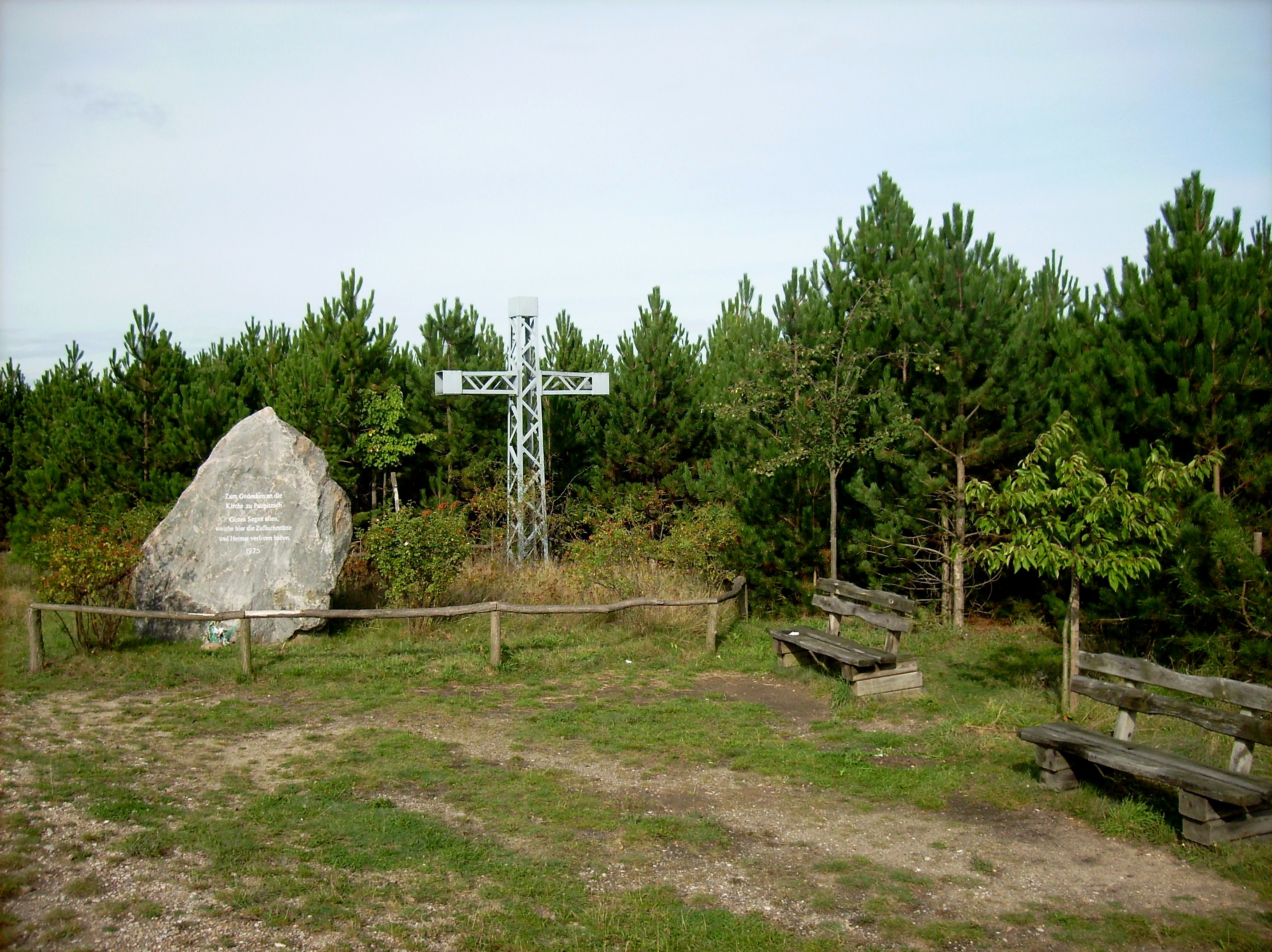
Findling und Kreuz, die an die Kirche Paupitzsch erinnern

Paupitzsch ist eine moderne Wüstung, die sich nördlich von Delitzsch an der Grenze von Sachsen zu Sachsen-Anhalt befand und zusammen mit dem Rittergut Neuhaus im Jahr 1976 dem Braunkohleabbau durch den Tagebau Goitzsche zum Opfer fiel. Heute erinnern nur noch der Paupitzscher See an das einstige Dorf und der Neuhäuser See an das ehemalige Rittergut.

## Geographische Lage
Die Flur des ehemaligen Orts Paupitzsch liegt heute im Paupitzscher See südwestlich des Großen Goitzschesees. Sie befindet sich im Landkreis Nordsachsen im Freistaat Sachsen an der Grenze zum Land Sachsen-Anhalt. Der heutige Paupitzscher See gehört im Unterschied zum Ort auch zu einem Teil zu Sachsen-Anhalt. Südwestlich von Paupitzsch lag das Rittergut Neuhaus, nach dem der heutige Neuhäuser See benannt ist. Seine Fläche liegt komplett im Freistaat Sachsen.

## Geschichte
Bereits 1218 existierte in Paupitzsch ein Herrensitz, der 1418 und 1488 als Rittersitz bezeichnet wurde. 1459 erschien der Rittersitz Paupitzsch unter dem Namen Neuhaus, 1486 sprach man von „dorff und geseß Paupitz czu dem Nawen Hausse“.
Das Rittergut Neuhaus und der Ort Paupitzsch gehörten bis 1815 zum kursächsischen Amt Delitzsch. 1610 kaufte der Rat von Delitzsch mit den Rittergütern Neuhaus und Petersroda auch die Dörfer Pauptizsch und Werbelin im Amt Delitzsch und Petersroda und Holzweißig im Amt Bitterfeld.
Durch die Beschlüsse des Wiener Kongresses kamen der Ort Paupitzsch und das Rittergut Neuhaus zu Preußen und wurden 1816 dem Kreis Delitzsch im Regierungsbezirk Merseburg der Provinz Sachsen zugeteilt, zu dem sie bis 1952 gehörten. Im Zuge der Kreisreform in der DDR 1952 wurde Paupitzsch und das 1945 enteignete Gut Neuhaus dem neu zugeschnittenen Kreis Delitzsch im Bezirk Leipzig zugeteilt.
Um Paupitzsch begann der erste Abbau von Braunkohle im Tagebauverfahren im Jahr 1922 mit dem Aufschluss der Grube Ludwig, die jedoch bereits 1928 aus wirtschaftlichen Gründen wieder geschlossen wurde. Die frei gewordenen Geräte wurden später im Tagebau Holzweißig-Ost eingesetzt. 1944 begannen in der stillgelegten Grube Ludwig die Vorbereitungen zu Ausweitung des Tagebaus Holzweißig-Ost (bis 1962 betrieben). Mit der Erweiterung des Tagebaus Goitzsche, Abbaufeld Holzweißig-West, wurden die Bewohner der Gemeinde Paupitzsch und des Guts Neuhaus im Jahr 1975 umgesiedelt. Die Orte wurden im Jahr 1976 überbaggert (devastiert) und ihre Fluren nach Delitzsch eingemeindet.

### Das Rittergut Neuhaus
Als Besitzer des Ritterguts Neuhaus ist um 1442 Caspar (von) Spiegel belegt. 1610 verkauften es seine Nachkommen an den Rat der Stadt Delitzsch und dieser 1626 an den bisherigen Pächter, Magister Gregorius Luppe in Leipzig. Nachdem es im Dreißigjährigen Krieg wüst gefallen war, ersteigerte es 1652 der Quedlinburger Stiftshauptmann Christoph Vitzthum von Eckstedt. Die Familie Vitzthum von Eckstedt besaß das Rittergut Neuhaus bis 1787. In diesem Jahr kam es über die Erbin Erdmuthe Dorothea Magdalene Gräfin Vitzthum von Eckstedt an Günther von Bünau aus dem Hause Dahlen, der es noch 1812 besaß. Friedrich Wilhelm Schirmer aus Ilberstedt kaufte im Jahr 1827 das Rittergut, das bis zur Enteignung im Zuge der Bodenreform 1945 im Besitz seiner Familie blieb.
Bereits 1442 besaß das 1518 als schriftsässig bezeichnete Rittergut die Erb- und Obergerichtsbarkeit über Paupitzsch. Später kamen der Gutsbezirk Neuhaus und Mitte des 16. Jahrhunderts Werbelin hinzu. Beim Gut Neuhaus lag seit 1574 das Kirchenpatronat über Werbelin und spätestens 1700/53 das Kirchenpatronat über die Pfarrkirche Paupitzsch mit den Filialkirchen Benndorf und Werbelin. Das Rittergut Neuhaus war von 1533 bis kurz nach 1753 bezüglich des Besitzes mit dem nahegelegenen Rittergut Petersroda vereinigt. Der Gutsbezirk Neuhaus galt im 19. Jahrhundert zeitweise als eigenständig, jedoch gehörte er 1895 wieder zu Paupitzsch.

### Die Kirche von Paupitzsch
Paupitzsch besaß eine romanische Dorfkirche aus dem 12. Jahrhundert, die im 15. Jahrhundert umgebaut wurde. Sie erhielt im Jahr 1717 eine barocke Ausstattung, die von einem unbekannten Bildhauer aus Düben geschaffen wurde. Zur Pfarrkirche Paupitzsch gehörten die Filialkirchen Benndorf und Werbelin. Ab 1700/53 hatte das Rittergut Neuhaus das Kirchenpatronat über die Pfarrkirche mit ihren beiden Filialkirchen. Wie der gesamte Ort Paupitzsch fiel die Kirche im Jahr 1975/76 dem Braunkohleabbau zum Opfer. Einige erhaltene Ausstattungsgegenstände, u. a. die Predella, der Taufstein und eine Engelsfigur des Altaraufsatzes, sind im Schloss Delitzsch ausgestellt.

### Paupitzsch und Neuhaus heute
Nach der Stilllegung des Tagebaus Goitzsche im Jahr 1990 begann im gleichen Jahr die Festlegung des Naturschutzgebiets Paupitzscher See. Durch die Flutung des Tagebaurestlochs Paupitzsch von 1993 bis 2005 entstand der Paupitzscher See. An den ehemaligen Ort erinnern heute ein eisernes Kreuz und ein Findling am Standort der ehemaligen Kirche.
Das Tagebaurestloch Neuhaus gehörte zum Tagebau Holzweißig-West (Teil der Goitzsche), der von 1958 bis 1980 betrieben wurde. Die Flutung dieses Restlochs erfolgte ebenfalls von 1993 bis 2005. Dadurch entstand der Neuhäuser See. Überfließendes Wasser wird über die Goitzsche in die Mulde geleitet.